# 比洛烏西夫卡 (喬爾努希區)
50°21′53″N 32°54′4″E / 50.36472°N 32.90111°E
比洛烏西夫卡（烏克蘭語：Білоусівка），是烏克蘭中部的村莊，隸屬波爾塔瓦州的盧布尼區。該村距離蘇哈洛赫維察和戈洛季夫希納2.5公里，始建於1650年，海拔高度135米，2001年人口452。